# Oramia
Oramia là một chi nhện trong họ Agelenidae.